# مايك نيفين
مايك نيفين (بالإنجليزية: Mike Nevin)‏ هو سياسي أمريكي، ولد في 1943، وتوفي في 1 ديسمبر 2012.